# Luis Matus

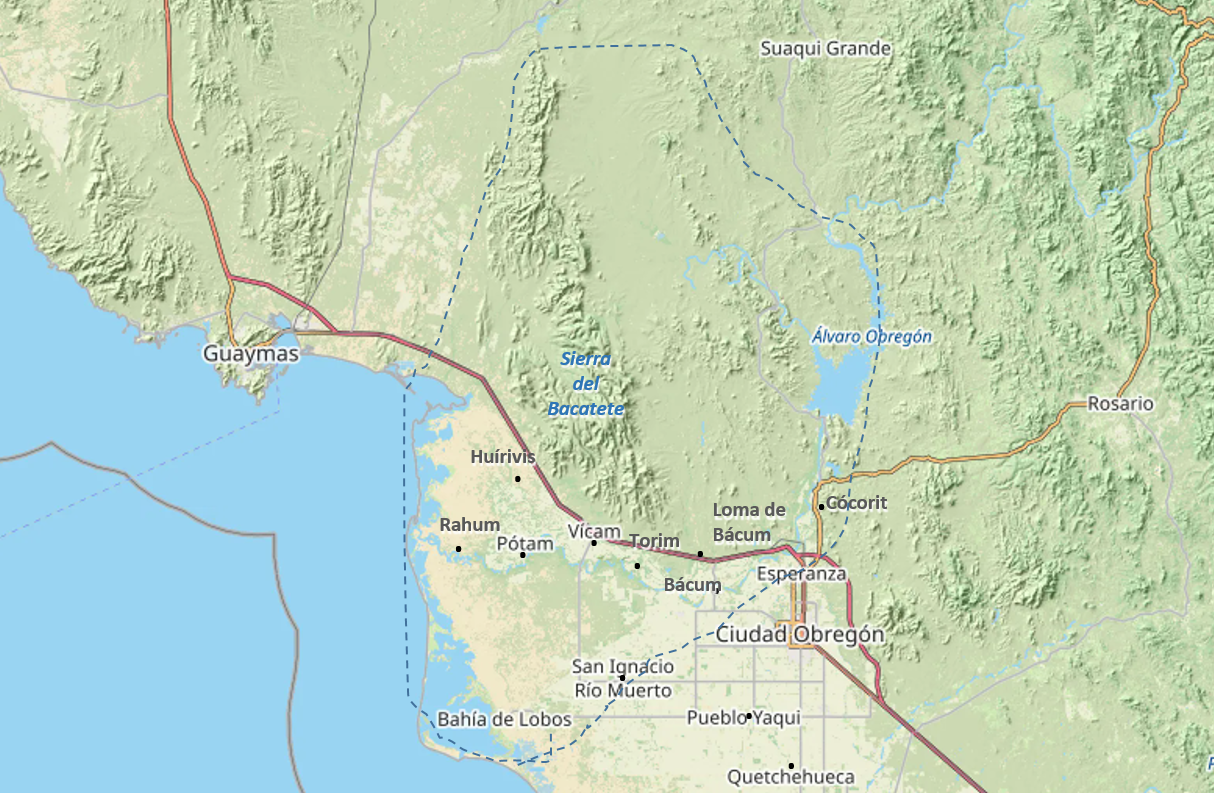
Nación Yaqui

General Luis Matus fue un yaqui, militar mexicano, el último líder armado de su tribu, que se opuso los abusos del gobierno mexicano, al genocidio y deportación de indígenas en el régimen de Porfirio Díaz.  Apoyó y negoció con Francisco I. Madero, y Adolfo de la Huerta. Participó en la Revolución Mexicana, oponiéndose y al despojo de la tierra de su tribu, por lo que defendió a la causa yaqui al igual que sus antecesores líderes Yaquis, contra empresas extranjeras y los blancos mexicanos, apoyados por el gobierno mexicano. 

## En en Porfiriato
En diciembre de 1894, Luis Matus era un peón y efectivo del ejército del gobierno, ”cortador de huellas” en contra de los “indios” en el cañón de Moscobampo sin embargo cambió de bando cuando se enteró que las fuerzas federales, en la batalla de Mazacoba, del 15 de junio de 1901, mataron al líder yaqui "Tetabiate", a otros 400 yaquis, y capturaron a 800. Matus y otros líderes se rebelaron y opusieron al México Bárbaro por la deportación de yaquis a Yucatán y otros estados mexicanos, sin lograrlo, ya que ésto continuó hasta 1908.
En enero de 1909 el gobernador Luis E. Torres, negoció con Matus y los yaquis en la Pitahaya, sin embargo se dieron que era un engaño, pues se dieron cuenta de movimientos militares por el hermano y general Lorenzo Torres por lo que optaron por retirarse a la Sierra del Bacatete en posición de rebeldía, aunque otros cruzaron la frontera hacia Arizona. El líder yaqui Luis Bule si aceptó el pacto de unirse con 500 soldados a las fuerzas del ejército estatal. Adicionalmente, los yaquis no trabajaron unidos en ese tiempo bajo un solo frente, sino en dos grupos: uno con 600 hombres, se refugió en la sierra con los jefes Ignacio Mori, Luis Espinosa, Luis Matus y por otro Juan María Sibalaume y sus hombres que estaban alrededor de 500. Todos representaban a los yaquis semilla que persistió a lo largo de toda la Revolución Mexicana y años posteriores.

## En la Revolución Mexicana
En 1910, cuando estalló la Revolución Mexicana, se formaron tres partidos yaquis: los pacíficos, los a favor de Porfirio Díaz, y a favor de Madero entre los cuales estaban los 5 líderes yaquis Bule, Morales Espinoza, Matus, Mori y Sibalaume, quienes sin salir del Bacatete permanecieron firmes en su posicionamiento de recuperar todo su territorio y expulsar a los blancos de él. El Gobernador José María Maytorena y Matus desconfiaban mutuamente en diversas ocasiones uno del otro a pesar de intentos de negociaciones, afirmando Matus que “la palabra es letra impresa”.
El 1 de septiembre de 1911, Francisco I. Madero firmó un convenio con los representantes yaquis cediendo terrenos federales a los yaquis, 3 hectáreas por matrimonio, proveerán provisiones, para su cosecha, y otras prerrogativas.Semanas después, ya en octubre, ocupó Cócorit cuando Pascual Orozco se levantó contra Madero; en 1912 siguieron con su lucha por su autodeterminación, aunque 150 hombres se sumaron a las tropas de Agustín Sanginés y pelearon contra los orozquistas, en Chihuahua.

Matus en septiembre 1913, combatió a Victoriano Huerta junto con sus 4 compañeros y líderes yaquis, y ahora. En ese tiempo Álvaro Obregón propuso a Luis Matus se les unieran sus más de 2,000 efectivos:
“Luchar por la Revolución, ofreciéndoles que, si tal hace, al triunfo de la causa, se recompensará a los yaquis restituyéndoles su territorio y su libertad perdidas”.
sin embargo Matus y su gente sabían que Obregón no cumpliría su palabra declarando el 20 de agosto: 
“Nosotros no somos hostiles a nadie, sin que para ello haya razón, así es que el temor y odio arraigado, que para nosotros tengan, está muy mal fundado… Nuestra lucha se reduce únicamente a reconquistar nuestros derechos y nuestras tierras arrebatadas por la fuerza bruta”. 
Obregón de nuevo hizo ofrecimientos, pero Matus y su gente, “sabían que los acuerdos con los mexicanos eran poco, o nada confiables.” Y eso fue confirmado en las memorias de Obregón donde afirmaba que “...hubiera significado una retrógrada complacencia de la barbarie perpetua, que desvirtuaría las tendencias de la Revolución”.
Para el 15 de mayo de 1914, Matus y los otros líderes Yaquis entraron en contacto con los Flores Magón y el Partido Liberal Mexicano, para lo cual les hacen una invitación para ser visitados. En octubre, Matus estuvo representado por el villista Federico Cervantes en la Convención de Aguascalientes. Francisco Villa y el Gobernador de Sonora José María Maytorena fueron vencidos en 1915, aunque éste último desde el exilio, envió al general Manuel M. Diéguez a negociar con los yaquis, quienes seguían en sus exigencias, de tierra y autonomía.
En 1916, en los Mochis líder mayo yoreme, Felipe Missi Bachomo, fue engañado ofreciéndole el indulto, para ser capturado y luego ejecutado. El 18 de octubre de ese año, fue derrotada la tropa de Luis Espinoza y Luis Matus, aunque semanas después, ya en el otoño, Mori y Matus, lograron negociar mejores condiciones y descendieron del Bacatete hacia el poblado de “El Lencho” a 72 km de Empalme, donde negociaron la paz con los generales Francisco R. Serrano y Plutarco Elías Calles, donde se les otorgó tierras en las cercanías de Pótam; además mensualmente les empezaron a proporcionar forraje, ropa y provisiones. Sin embargo se dieron cuenta que el General Fausto Topete, tomaba parte de los envíos para sí, causando de nuevo el descontento, el cual quedó de manifiesto en carta firmada en enero de 1917 por Luis Espinosa El General Mayor y sus subordinados Mori y Matus. El 25 de mayo vuelve haber otra revuelta en El Lencho donde participaron los líderes yaquis Espinosa, Sibalaume, Montero, y Matus donde murieron entre 30 y 50 yaquis y 150 fueron apresados.
Se sublevó contra de Venustiano Carranza. A inicios de 1917, el gobernador de Sonora, Adolfo de la Huerta, ayudó el desalojo del Valle del Yaqui, por los habitantes blancos no yaquis y los soldados, ya que era la única manera de pacificar al pueblo y de concentrar a los yaquis en sus pueblos, y el 13 de enero, el general mayor yaqui Luis Espinosa envió una carta manifiesto “que desocupen los pueblos de la tribu y nunca podremos vivir en paz viviendo entre bayonetas y con bayonetas en mano.”
A pesar de los intentos de pacificación, a fines de año, el general Topete y otros militares regresaron al Valle del Yaqui, invadieron sembradíos de Matus y su gente, hicieron fuego de ametralladora contra los asistentes de una pascola, matando a 60 yaquis, entre hombres, mujeres y niños. Cometieron muchos otros actos de provocación y remitieron a México a varios indígenas en calidad de presos en combate. En diciembre, los yaquis asaltaron la Estación Esperanza para rescatar a los prisioneros, sin conseguirlo. 
Ya en 1919, Luis Espinoza paso a ser General en jefe de los yaquis y Matus y Mori eran sus segundos. En 1924, el General y ahora presidente Plutarco Elías Calles y bajo el mandato y directiva de Obregón, fueron adquiridas  50 mil hectáreas de la Compañía Richardson, S.A., por medio del Banco Nacional de Crédito Agrícola y Ganadero, situadas sobre la margen izquierda del Río Yaqui, que siempre habían sido reclamadas por la tribu, pero no las distribuyó entre los yaquis sino a los blanco y abiertas a la agricultura por Obregón.
En 1926, partidarios del expresidente y excandidato presidencial Adolfo de la Huerta, con quien anteriormente ya habían negociado, establecieron contacto con Luis Matus, para negociar la solución de problemas de la tierra en el valle y el regreso de los indígenas deportados a otras partes de México y Estados Unidos. 
Juan Rivera, intérprete y secretario particular de Matus iba a viajar por tren con Álvaro Obregón, pero estos “se quedaron en Hermosillo para conferenciar con el Gobernador del Estado Alejo Bay Valenzuela”. Esta demora fue interpretada o “tomada como pretexto” para que los yaquis interceptaran y detuvieran el tren de pasajeros en el que viajaba Obregón hasta tener “noticia exacta de Rivera y su escolta”; el jefe, Luis Matus, quien retuvo el tren en Estación Vícam y le hizo conocer al expresidente, el descontento de la tribu, la cual a) no comprendía por qué las tierras de la Richardson eran distribuidas entre los yoris; b) exigía que el gobierno volviera al pago en moneda, víveres y ropa que había sido convenido en el tratado de paz precedente, y c) solicitaba su intervención para que fuera liberado el hijo de uno de los jefes, encarcelado en Hermosillo. Obregón culpó a De la Huerta de ser el promotor de dicha acción y de “intento de asesinato”, en una carta a Elías Calles; sin embargo, éste negó toda participación, y apoyó las causas de los yaquis e “hizo pública su intención de encabezar a este grupo en una rebelión en México”.  
Obregón salió del apuro y ordenó movilizar tropas con objeto de poner en orden, a los yaquis y con una fuerza de 150 hombres el Gral. Francisco Manzo sitió Vícam, y continuar la sangrienta lucha contra de los yaquis en una campaña de exterminio con el fin de acabar con aquellos que él llamaba “La Vergüenza de Sonora”. 
Mori se une a Matus con sus fuerzas y mientras se realizaban ataques y bombardeos en la sierra del Bacatete a los seguidores de Luis Matus, el expresidente y general Álvaro Obregón, intentaba pactar con Ignacio Mori, lo que anteriormente había pactado con Matus, la jefatura total de la tribu y la garantías a sus vidas. Matus continuó en la lucha anunciando la toma de Nogales, Sonora, con 1,800 hombres.
En 1927 Luis Matus hizo una protesta internacional “por los feroces ataques gubernamentales y bombardeos, gases asfixiantes, fuego líquido y balas expansivas contra la tribu”, Para septiembre octubre de 1927 se dio por terminada la campaña contra los yaquis, aunque Matus y su gente nunca se rindieron. 
Luis Matus Poco después fue batido por el general Francisco Manzo, quién acabó con sus fuerzas y las hizo huir.